# Mario Terán
Mario Terán Salazar (Cochabamba, 9 d'abril de 1942 - Santa Cruz de la Sierra, 10 de març de 2022) va ser un suboficial de l'exèrcit bolivià, conegut per executar Ernesto Guevara el 9 d'octubre de 1967 en una escola pública del poblat de La Higuera prop de la ciutat de Vallegrande.
Afirmava que el confonien amb un homònim pel que es manté la suposada responsabilitat de l'assassinat, encara que segons l'Institut d'Investigació Històrica Militar de Bolívia, Mario Terán va participar en l'operatiu de captura de Guevara, en el qual va recollir cadàvers de militars bolivians caiguts en combat i després va lluitar ell mateix durant la captura del guerriller argentí-cubà. La seva foto es va fer mundialment famosa el 1967, captada per la periodista francesa Michèle Ray.
Va finalitzar la capacitació militar a l'Escola de Sergents el 1961, el 1967 va formar part de l'operatiu de captura del 'Che' Guevara comandat pel general Gary Prado Salmón. Segons paraules de Salmón, Mario Terán «volia mantenir l'anonimat, perquè simplement va complir voluntàriament la decisió que va venir de la Presidència», en relació amb l'assassinat del 'Che' Guevara.
Segons va publicar la revista Paris Match, en el període en què es van produir els fets, Mario Terán va relatar que després de la captura del Che va rebre l'ordre de la seva execució procedent del president René Barrientos. El 2014 va fer unes declaracions al diari espanyol El Mundo en les quals afirmava que no era cert que fos ell el botxí d'Ernesto Guevara dient que hi havia dos o tres Marios Terán a l'exèrcit, però amb diferents cognoms materns.
Va morir el 10 de març de 2022 als setanta-nou anys a la Corporació de l'Assegurança Social Militar ubicada a la ciutat de Santa Cruz de la Sierra a causa d'un problema pulmonar que patia des de feia anys.

## Frase cèlebre «Posi's serè! Matarà un home!»
Després de la captura del 'Che', Terán va rebre l'ordre de René Barrientos d'executar el guerriller. Uns anys després d'aquest episodi Mario Terán va dir:
| «             | Aquest va ser el pitjor moment de la meva vida. En aquell moment vaig veure el 'Che' gran, molt gran, enorme. Els seus ulls brillaven intensament. Sentia que s'hi tirava a sobre i quan em va mirar fixament, em vaig marejar. Vaig pensar que amb un moviment ràpid el 'Che' podria treure'm l'arma. "Estigueu serè –em va dir– i apunteu bé! Matareu un home!" Aleshores vaig fer un pas enrere, cap al llindar de la porta, vaig tancar els ulls i vaig disparar. | » |
| — Mario Terán | |   |

Aquest relat és producte d'una entrevista que li va fer Paris Match i la va publicar al número 967 d'octubre de 1967. Anys més tard, Terán va viure en una casa protegida per grossos barrots (cosa no habitual) a Santa Cruz de la Sierra. Perseguit pel seu passat, va negar haver estat ell qui finalment va immortalitzar el Che Guevara i va afirmar que hi va haver tres Marios Terán a l'exèrcit bolivià en aquell moment.
Tot i això Terán es reconeix en la seva fotografia i reconeix que és ell, la mateixa foto que va ser mostrada a Prado afirmant que és el sergent Terán, qui va rebre i va complir l'ordre de matar Guevara.
Tot i això, segons Gary Prado —militar bolivià al front dels militars que van capturar Guevara— Terán mai no va fer cap declaració pública sobre l'esdeveniment, per la qual cosa aquestes últimes paraules de Guevara podrien ser una invenció potser amb la intenció de crear un mite.

## Relacions amb la C.I.A.
La versió més acceptada és que l'ordre d'execució provenia del president de Bolívia, el general René Barrientos, i del general Alfredo Ovando Candia. El grau d'implicació de la CIA en aquesta decisió està encara obert a debat, pel propi relat de l'agent cubà-nord-americà Félix Rodríguez, qui afirma haver-li donat instruccions a Terán de com executar a Guevara.
L'any 2007, una missió mèdica cubana va operar-lo de cataractes. La notícia es va difondre a través del diari oficial cubà Granma, que indicava que li havien tornat la visió. En una entrevista per a El Mundo l'any 2014, Terán va afirmar que la notícia que en el seu moment va difondre Granma era falsa, que mai va estar cec, que va ser una petita intervenció i que va ser l'operació a danyar-li l'ull. A la mateixa entrevista, Mario Terán, afirmava que sempre havia considerat Ernesto Guevara com un invasor de Bolívia.